# Vene Rahvuslik Liit Eestis
Der Vene Rahvuslik Liit Eestis (russisch Русский национальный союз в Эстонии; zu deutsch Russischer Nationalverband in Estland) war eine Partei der russischen Bevölkerung im Estland der Zwischenkriegszeit.

## Hintergrund
Am 24. Februar 1918 rief die Republik Estland ihre Loslösung von Russland und ihre staatliche Souveränität aus. Ab Ende 1918 versuchten sowjetrussische Truppen die gewaltsame Rückeroberung des Landes und die Errichtung einer bolschewistischen Herrschaft. Estland setzte sich im folgenden Estnischen Freiheitskrieg erfolgreich zur wehr. Im Friedensvertrag von Tartu vom 2. Februar 1920 erkannte Sowjetrussland die Unabhängigkeit Estlands „auf alle Zeiten“ an.
Anfang April 1919 wählte die Republik Estland eine verfassungsgebende Versammlung (Asutav Kogu). Sie arbeitete eine demokratische Verfassung aus, die die Grundlage einer rechtsstaatlichen Republik nach westlichem Muster bildete.
Die russischsprachige Bevölkerung stellte Anfang der 1920er Jahre mit 8,2 % mit Abstand die größte (nationale) Minderheit im Land, gefolgt von Deutsch-Balten (1,7 %), Estlandschweden (0,7 %), Juden (0,4 %), Letten und Roma. Mit der Gründung der Republik Estland stellte sich somit auch die Frage ihrer politischen Repräsentation in der jungen estnischen Demokratie.

## Partei
Die (dritte) Provisorische Regierung unter Ministerpräsident Konstantin Päts ernannte je einen Minister für die russische, deutschbaltische und schwedische Minderheit. Sie amtierte vom 27. November 1918 bis zum 9. Mai 1919. Russischer Vertreter war der junge Tallinner Anwalt Aleksei Sorokin (1888–1933). Er blieb bis zu seinem Tod einer der bedeutendsten politischen Repräsentanten der Russen in Estland. Parteipolitisch gehörte er zunächst der kurzlebigen „Versammlung der russischen Staatsbürger“ (estnisch Vene Kodanikkude Kogu, russisch Собрание русских граждан) an.
Sorokin war 1920 einer der Gründer des Russischen Nationalverbands in Estland (Vene Rahvuslik Liit). Die Partei war als einzige russische Partei während des gesamten Bestehens der estnischen Demokratie im Parlament (Riigikogu) vertreten.
Bei der Wahl zur Verfassungsgebenden Versammlung (Asutav Kogu) der Republik Estland, die im April 1919 stattfand, wurde Sorokin als einziger Angehöriger der russischen Minderheit in die Konstituante gewählt. Er nahm dort an der Ausarbeitung der estnischen Verfassung teil. Allerdings gehörte Sorokin – gemeinsam mit den drei deutschbaltischen Abgeordneten – nicht zu den Unterzeichnern der estnischen Unabhängigkeitserklärung vom 19. Mai 1919; er enthielt sich der Stimme.
Bei der ersten Parlamentswahl der jungen Republik, die Ende November 1920 stattfand, gelang Sorokin als einzigem Russen der Einzug in die Legislative.
Der Russische Nationalverband in Estland war als Partei Mitte-rechts orientiert. Es gelang ihm während der Zwischenkriegszeit nicht, die durch große soziale Unterschiede fragmentierte Minderheit in einer Partei oder Vereinigung zu versammeln, wie dies etwa bei den Deutsch-Balten der Fall war. Zu stark waren die Interessengegensätze innerhalb der russischen Minderheit. Neben einer kleinen städtischen Elite gehörten zur russischen Minderheit auch weite Teile der Arbeiterschaft im Nordosten des Landes um die industrialisierte Doppelstadt Narva/Iwangorod (estnisch Jaanilinn) und die ländliche Bevölkerung im Südosten im Kreis Petserimaa. Hinzu kamen russische Emigranten, die nach der Machtübernahme der Bolschewiki in Russland ins estnische Exil geflohen waren. Am Peipussee lebten die Altgläubigen, die vor der religiösen Verfolgung im russischen Zarenreich geflohen waren, als Fischer und Bauern. Daneben gelang es den estnischen Parteien, auch für russische Wähler attraktiv zu sein.
Bei den Parlamentswahlen der Jahre 1923, 1926 und 1932 schloss der Russische Nationalverband meist kurzlebige Wahlbündnisse mit anderen russischen Parteien in Estland. Nach Mai 1919 war keine russische Partei mehr an einer Regierungskoalition beteiligt.

## Wahlergebnisse
| Wahl | Legislaturperiode | Stimmen | Abgeordnete (Asutav Kogu=120 Mandate) (Riigikogu=100 Mandate) | Estnischer Name                                                                      | Deutsche Übersetzung                                                                                               |
| ---- | ----------------- | ------- | ------------------------------------------------------------- | ------------------------------------------------------------------------------------ | --- |
| 1919 | Asutav Kogu       | 1,2 %   | 1                                                             | Vene Kodanikkude Kogu                                                                | Versammlung der russischen Staatsbürger                                                                            |
| 1920 | 1. Riigikogu      | 1,8 %   | 1                                                             | Vene Rahvuslik Liit Eestis                                                           | Russischer Nationalverband in Estland                                                                              |
| 1923 | 2. Riigikogu      | 4,1 %   | 4                                                             | Vene ühendatud parteid                                                               | Vereinigte russische Parteien (Wahlbündnis)                                                                        |
| 1926 | 3. Riigikogu      | 3,3 %   | 3                                                             | Vene Rahva ühendatud nimekiri                                                        | Vereinigte Liste des russischen Volkes (Wahlbündnis)                                                               |
| 1929 | 4. Riigikogu      | 2,5 %   | 2                                                             | Vene Rahvuslik Liit Eestis                                                           | Russischer Nationalverband in Estland                                                                              |
| 1932 | 5. Riigikogu      | 7,5 %   | 8                                                             | Vene Rahvuslik Liit Eestis; Vene Pahempoolsete Sotsialistide ja Talupidajate Koondus | Russischer Nationalverband in Estland; Russische Vereinigung linksgerichteter Sozialisten und Bauern (Wahlbündnis) |